# Syed Ghulam Moinuddin
Syed Ghulam Moinuddin, född den 17 februari 1958 i Islamabad, Pakistan, är en pakistansk landhockeyspelare.
Han tog OS-guld i herrarnas landhockeyturnering i samband med de olympiska landhockeytävlingarna 1984 i Los Angeles.